# Il porno shop della settima strada
Il porno shop della settima strada è un film del 1979, diretto da Joe D'Amato.

## Trama

Christian Borromeo, Ernesto Colli e Annamaria Clementi in una scena del film

A New York, due malviventi di mezza tacca, Rico (il capo) e Bob (un maniaco sessuale scarcerato da poco), rapinano l'incasso d'un negozio protetto dalla mafia, che subito sguinzaglia dei sicari sulle loro tracce. I due si trovano così costretti a rifugiarsi nel pornoshop gestito da Lorna, donna di un boss mafioso. Nel locale, mentre Bob inizia a curiosare tra i film pornografici, Rico è attratto da Lorna, che tenta inutilmente di convincere Bob a lasciarla andare praticandogli una fellatio.
I due delinquenti decidono di fuggire, portando con loro Lorna come ostaggio. Si recano dall'afroamericano che li aveva incaricati della rapina al negozio e lo costringono a seguirli nella fuga verso il Canada. Approfittando di una sosta in una stazione di servizio, Lorna riesce a lasciare nel cestino del bagno una banconota su cui ha scritto il luogo dove si stanno dirigendo. 
I rapinatori giungono in una villa che credono deserta da utilizzare come rifugio, ma la trovano già occupata da tre studenti: Frank, la sua ragazza Sue e l'amica comune Faye. I malviventi prendono in ostaggio anche questi ultimi e iniziano a molestare e violentare le ragazze e a picchiare il ragazzo. Trovata la banconota lasciata da Lorna, i sicari della mafia localizzano il nascondiglio dei rapinatori e, dopo avervi fatto irruzione, vengono neutralizzati dai malviventi, che fuggono precipitosamente senza bottino, sottratto loro astutamente da Faye, in apparenza la ragazza più ingenua.

## Produzione
Nato come thriller softcore, il film è stato trasformato in un hardcore dalla produzione, inserendovi delle scene pornografiche girate da controfigure. Per tale ragione, l'attrice Annamaria Clementi ha fatto causa alla produzione.

## Distribuzione
Il film è uscito nelle sale cinematografiche italiane il 20 febbraio 1979. È conosciuto a livello internazionale con il titolo di The Pleasure Shop on 7th Avenue.